# Kernevåbenteknologi
Kernevåbenteknologi er fysiske, kemiske og tekniske ordninger som gør at en fysik-pakke af kernefysiske våben detonerer. Der findes tre grundlæggende typer teknologier. I alle tre bliver eksplosiv energi til udløste enheder hentet primært fra kernefission, ikke -fusion.

## Fodnoter
1. ↑  Fysikpakken er det kernefysiske eksplosive modul inde i bombens kappe, sprænghovedet, artillerigranaten etc., som bringer våbnet til sit mål. Mens billeder af bombens kappe er udbredte, er fotografier af fysikpakken meget sjældne, selv for de ældste atomvåben